# Stanislaus Saurbeck

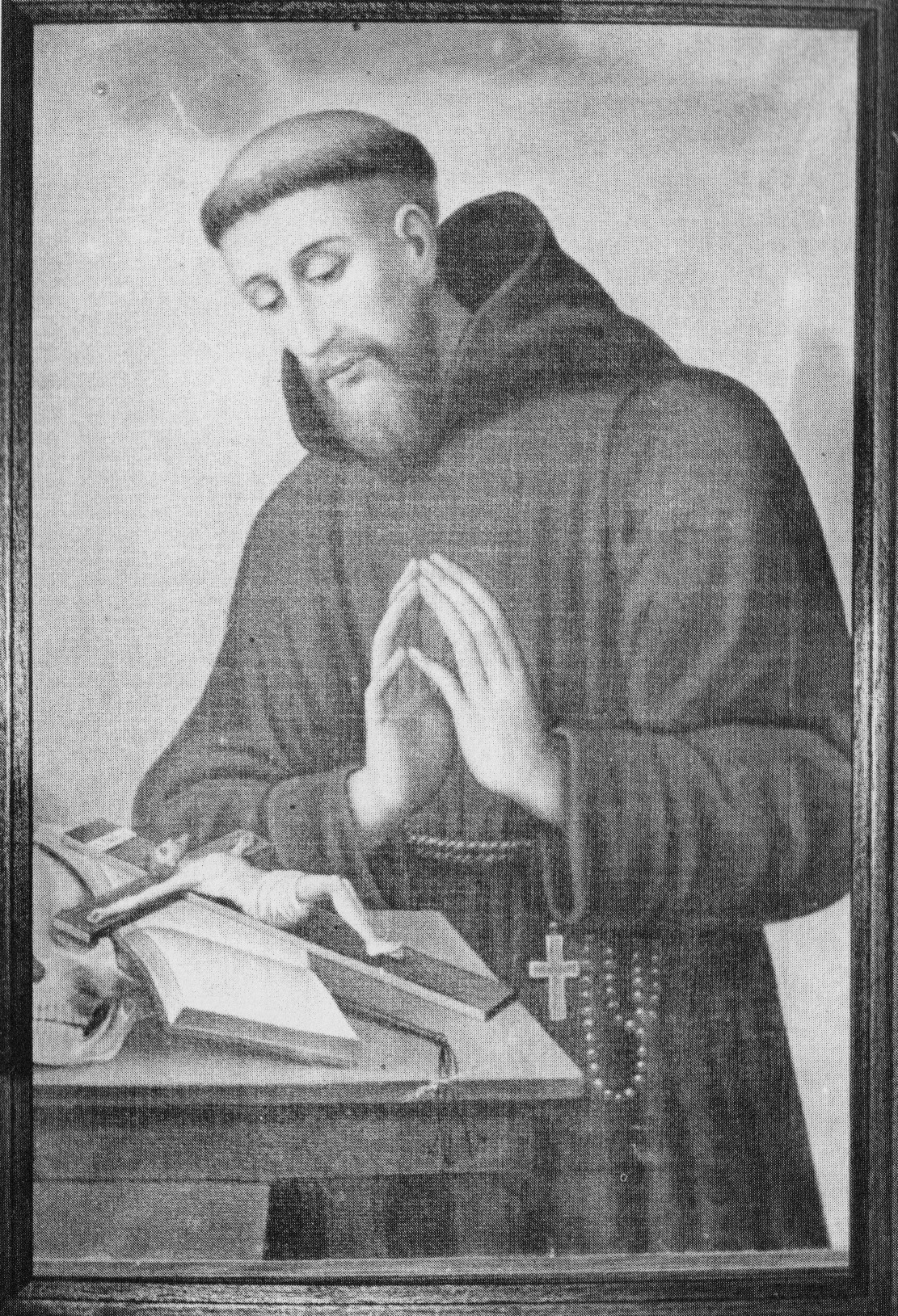
Pater Stanislaus (Michael Saurbeck). Porträt eines unbekannten Künstlers

Stanislaus Saurbeck (* 1595 in Wutöschingen als Michael Saurbeck; † 5. Oktober 1647 in Feldkirch) war ein deutscher Kapuziner. Er wurde als Pater Stanislaus vor allem bekannt durch seinen aktiven Anteil 1634 am erfolgreichen Widerstand der Stadt Überlingen im Dreißigjährigen Krieg und 1647 durch seine Verhandlungen zur Errettung der Stadt Feldkirch – beide Male zur Abwehr vor Eroberung bzw. einer Zerstörung durch das schwedische Heer des Feldherren Gustav Horn.
Schon früh „hatte er als wortgewaltiger Prediger einen Namen und wurde der ‚Elias seiner Zeit‘ genannt.“ Durch seine Missionierung galt er als „Apostel des Bregenzerwaldes“.

## Leben
Der Saurbeck-Biograph Pater Edilbert Geiger ermittelte im Quellenstudium außer dem Geburtsjahr 1595 die Herkunft aus „einer Familie, die dem damaligen Grafen von Sulz leibeigen war.“

### Kindheit und Jugend
Die Namen der Eltern sind nicht bekannt, doch sind Nachfahren der Familie, die sich aus der Leibeigenschaft lösen konnte, im „Ablauf der Jahrhunderte“ in den Quellen festzustellen. Die Chronik der Schweizer Kapuzinerprovinz berichtet, dass Michael Saurbeck „von Kindheit an in allen Formen der christlichen Tugenden und zu gut bürgerlicher Rechtschaffenheit erzogen (wurde).“
Er besuchte „während der Jugendzeit die Lateinschule“ und war „kundig in der Handhabung der Waffen.“ Ein Bericht der Schwäbischen Kirchengeschichte über Saurbeck stellt fest: „Mit der geschickten Führung der Waffen verband der verwegene Haudegen eine ungewöhnliche Körperkraft, gepaart mit einem gewaltigen Übermute, so daß alle ihn fürchteten.“
Saurbeck studierte an der Universität Freiburg im Breisgau – „1611 brach in Freiburg eine pestartige Seuche aus; daher verlegte die Universität vorübergehend ihren Betrieb nach Villingen. […] Er studierte Philosophie und schloß seine Studien vorläufig ab mit dem akademischen Grad Magister der freien Künste (artiumque Liberalium Magister).“

### Wandlung im Lebensweg

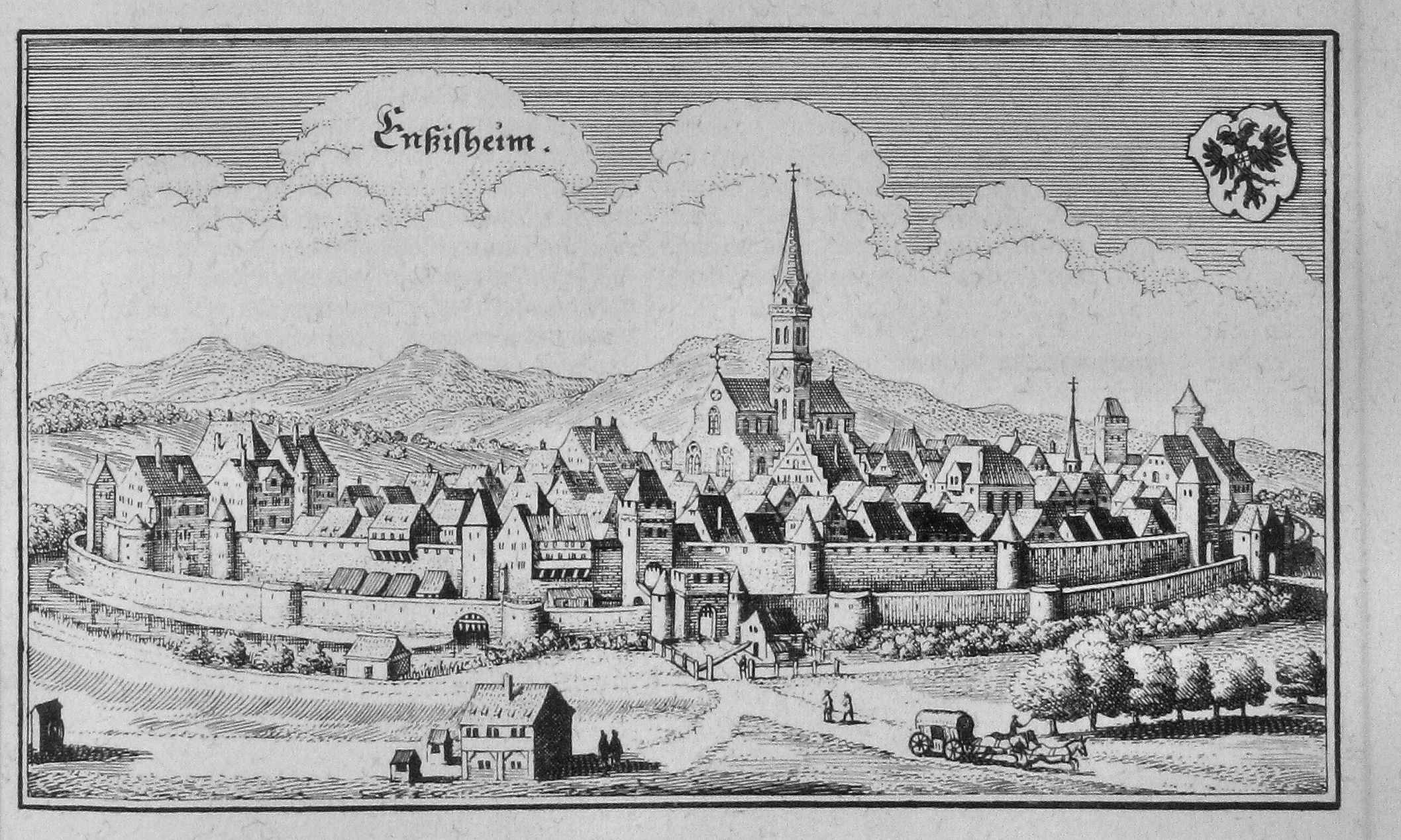
Stadt Ensisheim in der Zeitepoche von P. Stanislaus, 1663

1618 begann der Dreißigjährige Krieg und nach einer Selbstprüfung wandte sich Saurbeck von einer soldatischen Laufbahn ab und wählte den „geistlichen Soldatenstand“.
Nach Gebet und Meditation war ihm Maria („Unsere Liebe Frau vom Guten Rat“) im Traum erschienen, in dem sie ihm verschiedene Ordenskleider zur Wahl vorlegte und nach seinem Zögern ihn auf das der Kapuziner wies: „Michael Saurbeck begab sich zum Ordensprovinzial der Kapuziner und […] P. Alexander Rucklin aus Altdorf in der Schweiz trug keine Bedenken, einem Kandidaten das Ordenskleid zu verleihen“, der auf diesem Wege empfohlen wurde. „So kam es auch, daß Michael Saurbeck am 3. Oktober 1618 in das Noviatskloster der Schweizerischen Kapuzinerprovinz in Ensisheim im Elsaß kam und am 9. Oktober das Ordenskleid der Kapuziner erhielt und einen neuen Namen bekam: Stanislaus.“

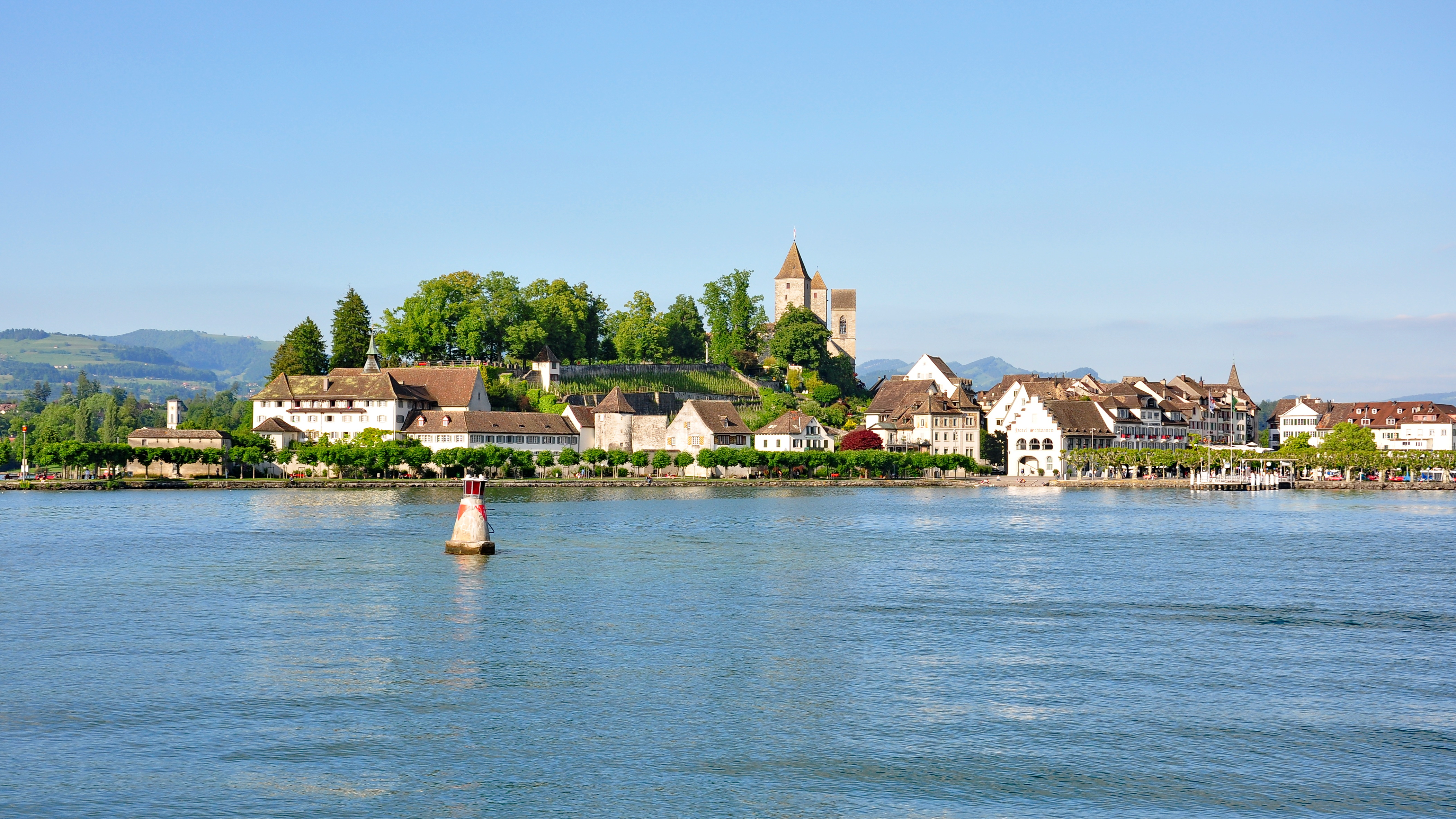
Kloster Rapperswil

Sein Lehrmeister im Elsass war P. Archangelus, geboren als Freiherr von Stein, aus Uttenweiler. Am 9. Oktober 1619 legte Saurbeck die Ordensgelübde ab. Er verblieb noch bis zum Juni 1620 in Ensisheim und begann dann das Theologiestudium im Kapuzinerkloster Baden in der Schweiz. Zu Pfingsten 1625 wurde er durch den Bischof von Basel, Wilhelm Rinck von Baldenstein, zum Priester geweiht.
1625 bis 1627 lebte Stanislaus im Kloster Rapperswil am Zürichsee und übernahm im Umkreis zahlreiche seelsorgerischen Aufgaben.

## Tätigkeit in Überlingen
Die Vorgesetzten der Ordensprovinz versetzten P. Stanislaus Saurbeck 1627 ins Kloster Überlingen und übertrugen ihm das Amt des Novizenmeisters. Für den Orden bildete er 48 Novizen aus. Ab 1632 hatte Saurbeck auch das Amt des Guardians inne. Als Prediger und Kanzelredner im Münster zu Überlingen bewährte er sich auch in Kriegszeiten.

### Dreißigjähriger Krieg (1618 bis 1648)
Die religiösen Auseinandersetzungen im Christentum nach der Reformation Martin Luthers führten im frühen 17. Jahrhundert über zahlreiche kleinere bewaffnete Konflikte zu einem europäischen Krieg, in dem hinter dem religiösen Erscheinungsbild machtpolitische Interessen standen. „Nach der Empörung der böhmischen Stände gegen den Kaiser Ferdinand II. begann 1618 der Krieg, in dem sich zunächst nur die in der Union zusammengeschlossenen protestantischen Fürsten und Städte und die in der katholischen Liga vereinigten Reichsstädte gegenüberstanden, der aber durch die Einmischung von Schweden und Frankreich immer größeres Ausmaß annahm.“ Über anderthalb Jahrzehnte blieb der süddeutsche Raum von Kriegshandlungen verschont, „ehe die ersten feindlichen Truppen, die Schweden, sich 1632 nach ihrem Sieg in der Schlacht von Lützen und ihrem unter entsetzlichen Greueltaten gekennzeichneten Marsch unter General Graf Horn am Oberrhein und in Breisgau am Hochrhein zeigten und unter dem schottischen Grafen Hamilton im Klettgau einfielen.“
In der Landgrafschaft Klettgau – der Heimat von Michael Saurbeck – herrschte der Graf von Sulz, dessen katholische und kaiserliche Gesinnung den Schweden bekannt war. „Die Schweden kamen bereits Anfang 1633 in den Klettgau.“ Trotz der Bitte „des Bürgermeisters und der Räte der Stadt Zürich vom 19. Februar 1633, […] sich mit Gewalt im Klettgau zurückzuhalten, wüteten die Schweden 1633 am Hochrhein, im Klettgau und im ganzen Hauensteiner Land.“
Die Vorgänge in seiner Heimat Klettgau werden P. Stanislaus Saurbeck nicht unbekannt geblieben sein und haben vermutlich sein in der Folge konsequentes Handeln mitbegründet.

Seit 1627 lebte und arbeitete der Pater in Überlingen am Bodensee. 

„Dort hat er der Stadt bei der Belagerung durch die Schweden im Jahre 1634 gute Dienste geleistet, indem er durch seine Predigten den Überlingern moralischen Rückhalt bot.“

### Feldherr Horn vor Überlingen

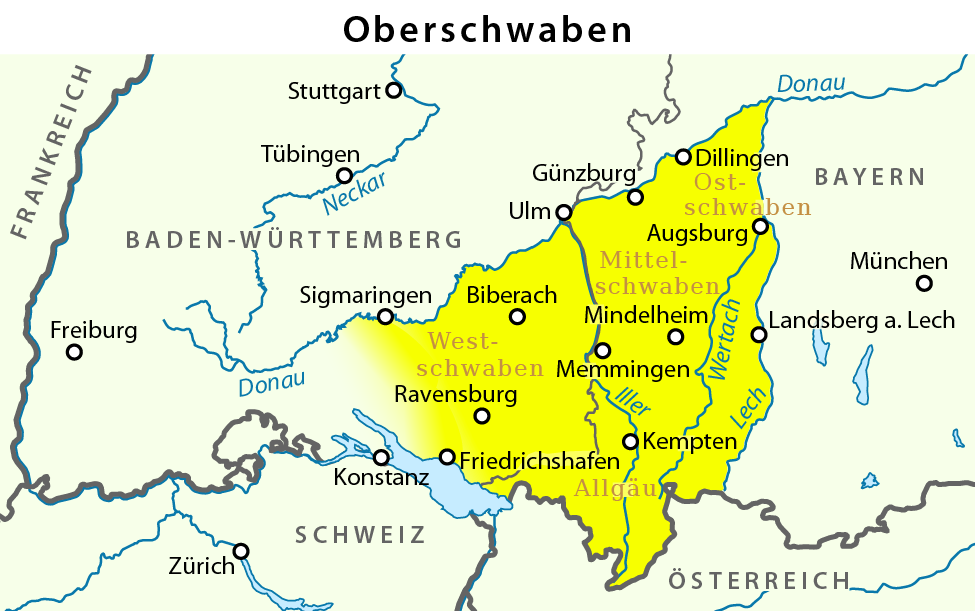
Lage einiger der von Horn 1633/34 eroberten Orte

Das schwedische Heer zog nach dem Verlassen des ausgeplünderten Klettgau im September 1633 unter Horn und Carl Gustav Wrangel vor Konstanz, wobei es unter Verletzung der Neutralität über Schweizerisches Gebiet marschiert war. Mit Hilfe der kaiserlichen Flottille konnte der Angriff auf Konstanz abgewehrt werden. Die Schweden brachen die Belagerung am 5. Oktober ab und zogen nach Norden – ihre Anwesenheit ist vom Januar bis zum 19. März 1634 in Pfullendorf belegt. Pfullendorf war seit dem 6. Juli 1632 schwedisch besetzt – vermutlich verbrachte Horns Heer dort den Winter.
Belegt ist danach die Erstürmung der Reichsstädte Kempten [Nach verschiedenen Angaben am 20. oder am 31. März 1634] und Biberach am 25. März 1634 [Dies verifiziert bei Kempten eher das erste Datum] und Memmingen am 13. April 1634.
Geiger, Stanislaus, S. 5, bestätigt dies zum Beginn der Belagerung von Überlingen: „General Gustav Horn hatte mit seinem Heer bereits Kempten, Memmingen, Biberach und Meersburg zur Übergabe gezwungen.“

„Am 23. April 1634 begann die Belagerung der Stadt Überlingen. Mit solcher Wucht ließ General Horn gegen die Stadtmauern anrennen, daß der Donner der Geschütze und der vielen Katapulte gegen die Mauern einem fortgesetzen Erdbeben gleichkam.“

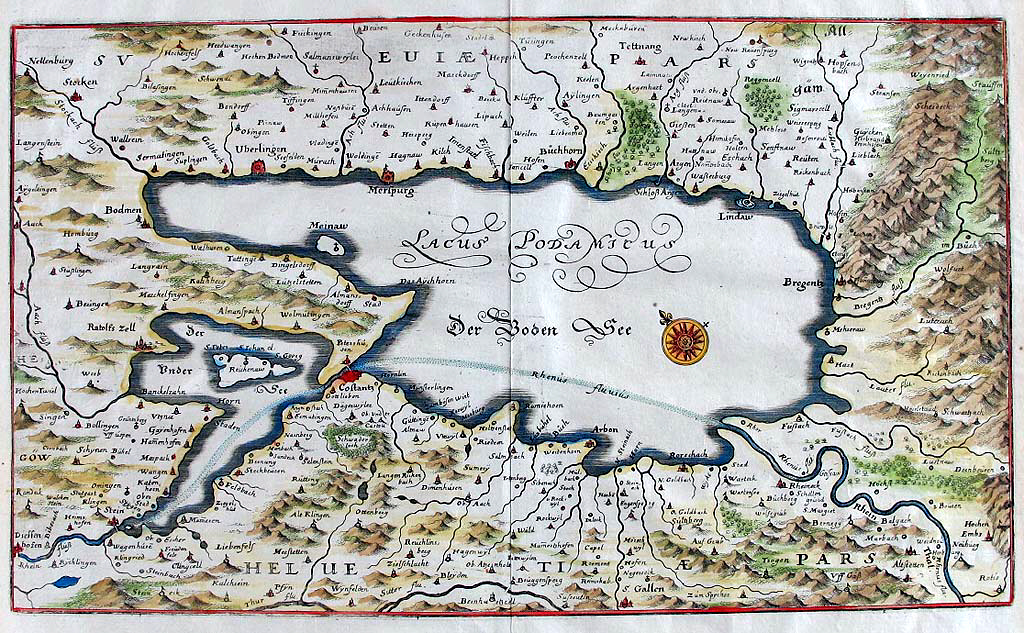
Bodensee, am nördlichen Ufer links Überlingen, unten Konstanz, am östlichen Ende Bregenz

„Innerhalb der Stadt befand sich auch P. Stanislaus Saurbeck, Novizenmeister, Klostervorsteher und Sonntagsprediger im Überlinger Münster.“ Die Vertreter der Stadt schlugen die Aufforderung zur Übergabe ab.
Einflussnahme des P. Stanislaus

In der Überlieferung wird in verschiedenen Quellen die Rolle des Paters hervorgehoben, der schon zu Beginn der Belagerung aktiv war: „Zu solcher kriegerischen Tapferkeit und zu unbezwingbarer Zuversicht wurden die Bewohner der Stadt Überlingen durch die aufmunternden und feurigen Kanzelreden des P. Stanislaus Saurbeck vorbereitet.“ Der Pater nahm den Bürgern der Stadt auch ein Versprechen ab „und sie würden in kürzester Zeit von den Schweden befreit werden.“

„Obgleich der Schwede wie ein Löwe kämpfte und mit dem Donner der Geschütze die belagerten Menschen entnerven wollte, waren alle Anstrengungen der Feinde umsonst. Der Schwede mußte am 16. Mai 1634 den Belagerungsring um die Stadt aufgeben und die Stadt Überlingen verlassen.“

Aufhebung der Belagerung

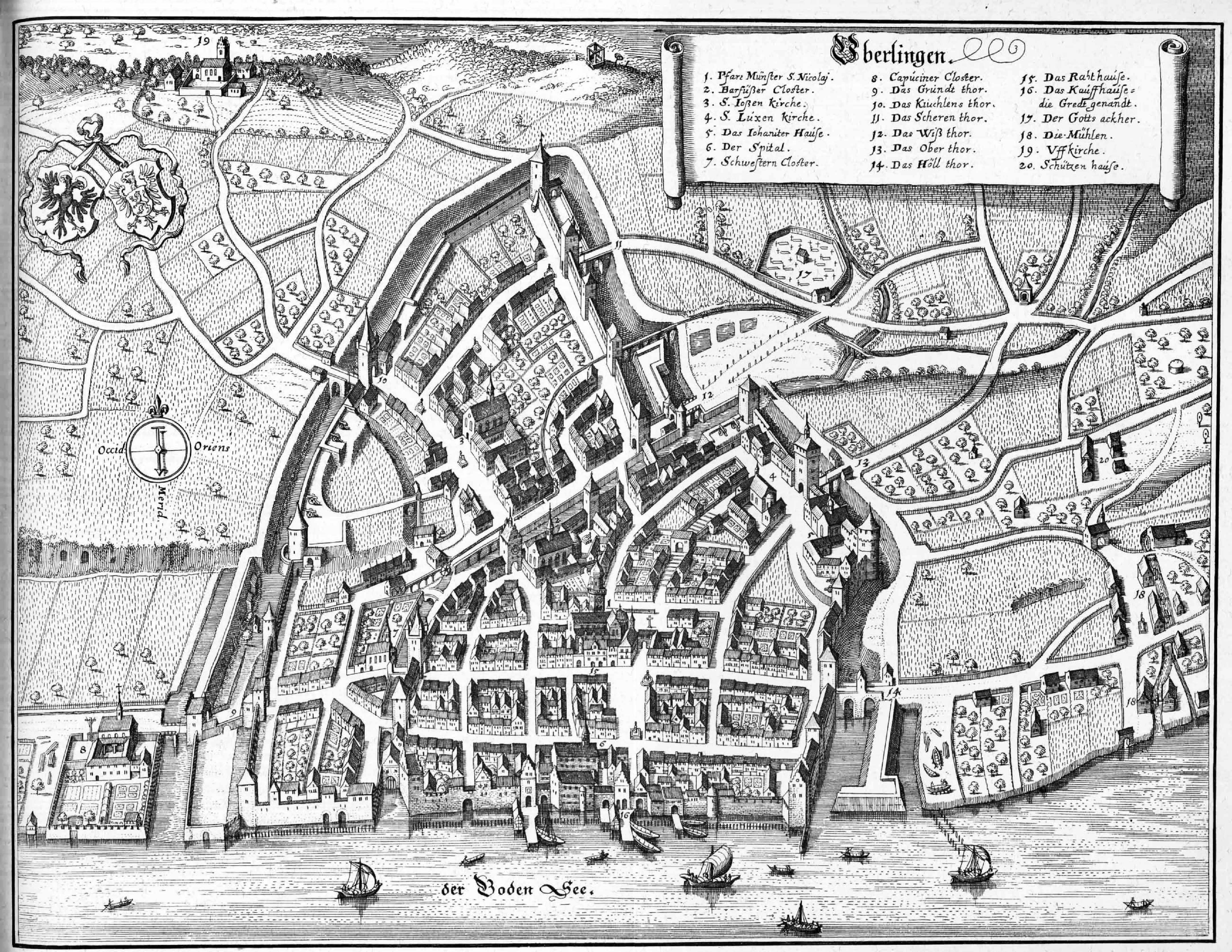
Überlingen; Topographia Germaniae, Matthäus Merian, 1643

Neben der Abwehr auf der Landseite besaß Überlingen den Vorteil des direkten Seezugangs, der von einer kaiserlichen Flottille beherrscht wurde:
Die kaiserliche Flottille wurde verstärkt und sorgte auf dem Wasserweg für Truppennachschub und Material in die belagerte Stadt. Die schwedischen Stellungen um Überlingen wurden von etwa 20 Kriegsschiffen beschossen, die Schweden brachten zur Entlastung trotz offizieller Schweizer Neutralität einige Boote auf dem Landweg über Schaffhausen in den See. Daraufhin wurde das Thurgauer Seeufer von kaiserlichen Jagdschiffen blockiert. Zudem wurde ein in Konstanz mit Kanonen ausgerüstetes großes Lastschiff nach Überlingen gebracht, worauf die Schweden die Belagerung abbrachen. Entscheidend war jedoch, dass die Stadt auf der Landseite der Belagerung getrotzt hatte.
Die Wirkung des Predigers, der als „glänzender Kanzelredner“ galt, wird auch durch den Umstand plausibel, dass ‚Stadtvertreter‘ zu jener Zeit noch nicht ‚öffentlich‘ auftraten, d. h., die einzige Instanz, die die Bürgerschaft als Ganzes erreichen konnte, war die Kirche – in diesem Fall die Kapuziner mit Saurbeck als „Sonntagsprediger im Überlinger Münster“. Diese hervorragende Rolle des Paters wurde von höchster Stelle bestätigt:

„Die Kunde von der Befreiung der Stadt Überlingen verbreitete sich weitum. Die Tat des schlichten Kapuziners war in aller Mund; die meisten Stände, selbst der erlauchte Kaiser Ferdinand II. überhäuften P. Stanislaus Saurbeck mit Lobsprüchen.“

Das uneingelöste Gelübde

„In bedauernswerter Weise erfüllte die Stadt Überlingen die Bedingungen des Gelübdes nicht in ausreichendem Ausmaß“ und das Bemühen von Stanislaus um die Einlösung blieb vergeblich. Schließlich prophezeite er Überlingen künftiges Unheil: „‚Vor den Stadttoren hast du die Franzosen, sie werden dich und deine Kinder, die in dir sind, zu Boden werfen und ausplündern. Törichtes Volk, du willst und willst nicht, aber wisse, im göttlichen Ratschluß ist über dich, du Treulose, bereits die Rache von Seiten der Franzosen verhängt.‘ Diese Voraussage […] ging in Erfüllung: Am 29. Jänner 1643 eroberten die französischen Truppen die Stadt Überlingen, plünderten sie aus und kehrten mit reicher Beute beladen, nach Tuttlingen zurück.“ Erst im November 1643 konnte Überlingen wiederum durch die kaiserliche Armee zurückerobert werden. Das Gelübde wurde erst 10 Jahre später, im Jahr 1644 erstmals eingelöst.
Überlingen feiert heute noch die Rettung der Stadt und das Gelübde mit einer jährlichen Schwedenprozession im Juli in der Altstadt. Allerdings wird das Fest mit dem Datum 1634 zelebriert, dabei die ‚Treulosigkeit‘ sowenig erwähnt wie der Pater Stanislaus.

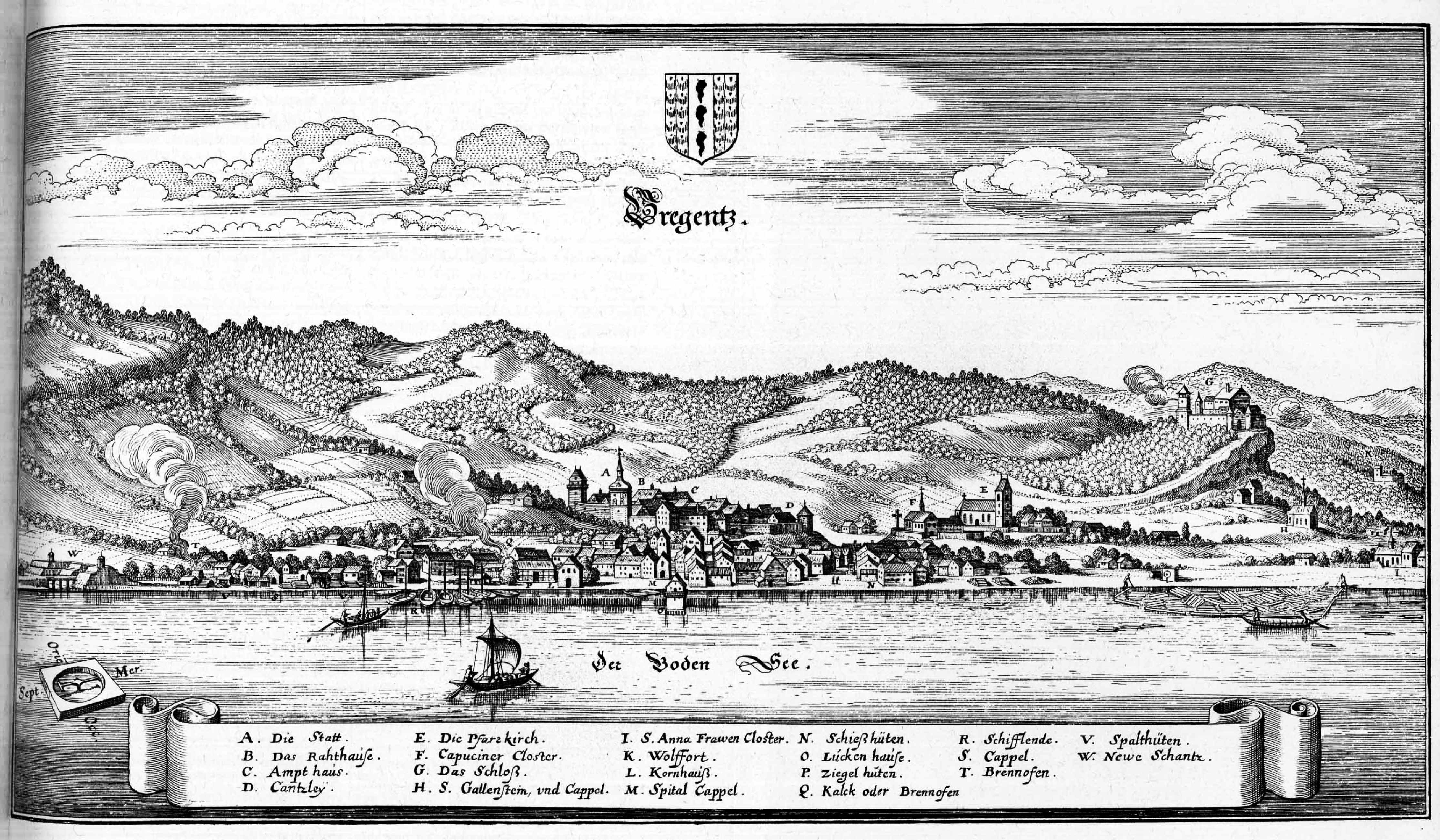
Bregenz 1643 aus der Topographia Germaniae

Siehe: Nachleben

## Pater Stanislaus in Bregenz
1635 wurde Stanislaus nach Bregenz am Bodensee versetzt – hier „sollte er im Auftrag der Provinzvorstehung ein Kapuzinerkloster gründen.“

„Nachdem die Landesfürstin, Erzherzogin Claudia in Innsbruck, zum Klosterbau ihre Zustimmung gegeben hatte und der Bauplatz […] festgelegt war, vollzog Abt Plazidus Vigell vom Kloster Mehrerau am Bodensee im Frühjahr 1636 die Weihe des Grundsteines; […] Motor und Bauaufsicht beim Baugeschehen war P. Stanislaus Saurbeck aus Wutöschingen. Am 9. Oktober 1639 wurde die Klosterkirche zu Bregenz […] konsekriert.“

„P. Stanislaus war einer der ersten Kapuziner, die […] von Bregenz aus auch den ganzen Bregenzerwald missionierten.“

### Missionierung des Bregenzerwaldes
Die Region Bregenzerwald („Talschaft und Hochwald“) war ursprünglich eine lange unerschlossene Wildnis. Die Region hatte bereits in den Chroniken des 16. Jahrhunderts einen schlechten Ruf. Zwei Missionen der Jesuiten (1598 und 1601) – „vom Volk ‚Bußprediger‘ genannt“ – hatten nur beschränkte Wirksamkeit entfaltet. „Eine gründliche Erneuerung und sittliche Umgestaltung im ganzen Bregenzerwalde“ erfolgte erst auf Initiative von Pater Stanislaus. Die Überlieferungen heben seine Person heraus.
Bauernrepublik

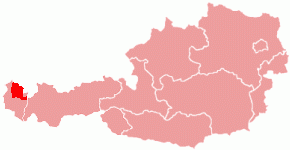
Region Bregenzerwald in Österreich

„Gegen Ende des 11. Jahrhunderts besiedelten die ersten Familien aus dem Volksstamm der Alemannen diese Talschaft mit ihren dunklen Wäldern. Allmählich erlebte diese Talschaft einen größeren Bevölkerungszuwachs und entwickelte sich zu einer seltenen ‚Bauernrepublik‘, die vom Jahr 1390-1807 anhielt. Dieses politische Sozialgebilde hatte eine fast unabhängige Verwaltung und Gerichtsbarkeit. An der Regierung stand jeweils ein freigewählter ‚Landmann‘ mit einer enormen Machtbefugnis.“
Die Chronisten erklären die „(tiefe)Stufe des sittlich-religiösen Lebens“ der Bewohner, „obgleich sie von katholischen Eltern abstammten“ mit Gebräuchen und Sitten von „heidnischen Voreltern“, die sie wie einen „krassen Aberglauben beibehalten hatten. So roh, wild und sittenlos sie in ihrem Betragen waren, ebenso schamlos und ärgerlich sollen vorzüglich die Weibsbilder gekleidet gewesen sein.“
Aktivitäten der Kapuziner

Die Kapuziner „eilten in ihrem unersättlichen Durste nach Seelen von Hütte zu Hütte, von Dorf zu Dorf, belehrten das Volk durch Gespräche, Christenlehren und Predigten, ruhten und rasteten nicht eher, bevor die Eisdecke einbrach und die rauhen und kalten Gemüter warm wurden.“ Und „durch die Wirksamkeit ihres göttlichen Wortes, katechetischen Unterrichtsstunden und ganz apostolischen Lebenswandels erreichten sie, daß jenes Volk zur Beobachtung des Christengesetzes wieder zurückgeführt wurde.“
In der weiteren Folge der Missionierung kam es in der Talschaft „zur Gründung eines kleinen Kapuzinerklosters. Am 12. Juli 1655 legte der Abt von Mehrerau, Heinrich Amberg, den Grundstein zum Klosterbau, am 22. Oktober 1656 wurde die Klosterkirche vom Fürstbischof Johann von Praßberg konsekrisiert.“

„Neben diesen Missionsreisen im Bregenzerwald fand der unermüdliche Gottesmann Stanislaus noch hinreichend Zeit, das Frauenkloster St. Anna zu Bregenz, dessen religiöse Zucht damals viel zu wünschen übrig ließ, so gründlich und anhaltend zu reformieren, religiös zu heben und zu verbessern, daß diese vorhin so laxe Kloster einen gewaltigen Aufschwung erhielt, so daß es bald zu einem Musterkloster wurde.“

### Fertigstellung des Klosterbaus in Bregenz
Am 8. Oktober 1639 wurde das neue Kloster mit Kirche in Bregenz eingeweiht.
Ausgangspunkt für Wallfahrten

Nach der Einweihung stellte Stanislaus die Klosterkirche den Wallfahrern nach Maria Bildstein in Vorarlberg zur Aufnahme eines „geregelten Gottesdienst“ zur Verfügung. Das Bauerndorf Maria Bildstein war nach einer Marien-Erscheinung im Zusammenhang einer Pest 1629 zunehmend zum Ziel von Wallfahrern geworden, besaß aber nur eine 1630 eingerichtete Kapelle. Stanislaus’ Verdienst – so ein Chronist – war, mit der Pilger-Betreuung in Bregenz „dem späteren glanzvollen Aufblühen des Marienheiligtums mit der Errichtung der großen barocken Wallfahrtskirche [ab 1663] von Maria Bildstein den Weg gebahnt zu haben.“

## Pater Stanislaus in Feldkirch
Stanislaus wurde noch 1639 zu einem der vier Provinzräte der Kapuziner gewählt und auch im selben Jahr nach Feldkirch gesandt. Dort wirkte er in der Stadt und in deren Umfeld von 1639 bis 1641 und ein zweites Mal von 1644 bis 1647.
Aufwertung des Frauenklosters Altenstadt

Der Fürstbischof Johann V. Flugi von Chur in der Schweiz beschloss 1639 nach einer Visite des Frauenklosters vom hl. Dominikus in Altenstadt/Feldkirch, dem Kloster einen höheren Ordens-Status zu verleihen:
„Mit erwünschter Hilfe durch Pater Stanislaus Saurbeck […] kam die neue Klostersatzung für den 2. Orden des hl. Dominikus zustande.“ Die Aufwertung am 7. Januar 1640 war durch die Priorin Maria-Constantia Bissinger [Amtszeit 1637 bis 1674] unter Einsatz ihres Privatvermögens vorbereitet worden.
Klostergründung in Wangen/Allgäu

Während seiner ersten Amtszeit in Feldkirch beschloss auf Ersuchen der Einwohner der Stadtrat am 14. November 1640 den Bau eines Kapuzinerklosters. Von der Provinzvorstehung wurde Stanislaus nach Wangen entsandt. Im September 1641 wurde der Bau zugesagt und danach ausgeführt.

### Biographische Lücke 1641/42
Da Stanislaus’ erste Amtszeit 1641 endete, kann aufgrund der Quellenlage nur angenommen werden, dass er „in ähnlicher Weise wie im Bregenzer Wald auch in der Talschaft Montafon/Vorarlberg tätig war.“ Auch das Große Walsertal gehörte zu seinem Wirkungskreis. In Feldkirch schien er jedoch noch im „Amt als Prediger“ gewirkt zu haben, denn 1643 „gerieten die Bewohner der Stadt Feldkirch wegen des plötzlichen Einfalles der französischen Truppen unter dem Anführer Rantzau und Guebriant in große Bestürzung.“ Stanislaus versicherte den Bewohnern verbürgterweise am 25. November 1643, am Fest der hl. Katharina, öffentlich auf der Kanzel, [... dass der] vorrückende Feind vernichtend geschlagen würde. Zu dieser Zeit geschah es auch, dass der kaiserliche General Johann von Werth die Franzosen unerwartet bei der Stadt Tuttlingen vollständig besiegen konnte.
Ab 1644 war Stanislaus wieder Klostervorsteher (Guardian) in Feldkirch.
Kapuzinerkloster Bludenz 1645

„Die Entstehung des Kapuzinerklosters in Bludenz/Vorarlberg ist zu einem ganz großen Anteil den Bemühungen des P. Stanislaus zu verdanken. […] Bereits am 8. Oktober 1645 kam es zur Kreuzeinrichtung und zur Grundsteinlegung in Bludenz; am 28. August 1651 kam es zur Weihe der Klosterkirche durch Fürstbischof Johannes V. Flugi, Diözesanbischof von Chur in der Schweiz.“

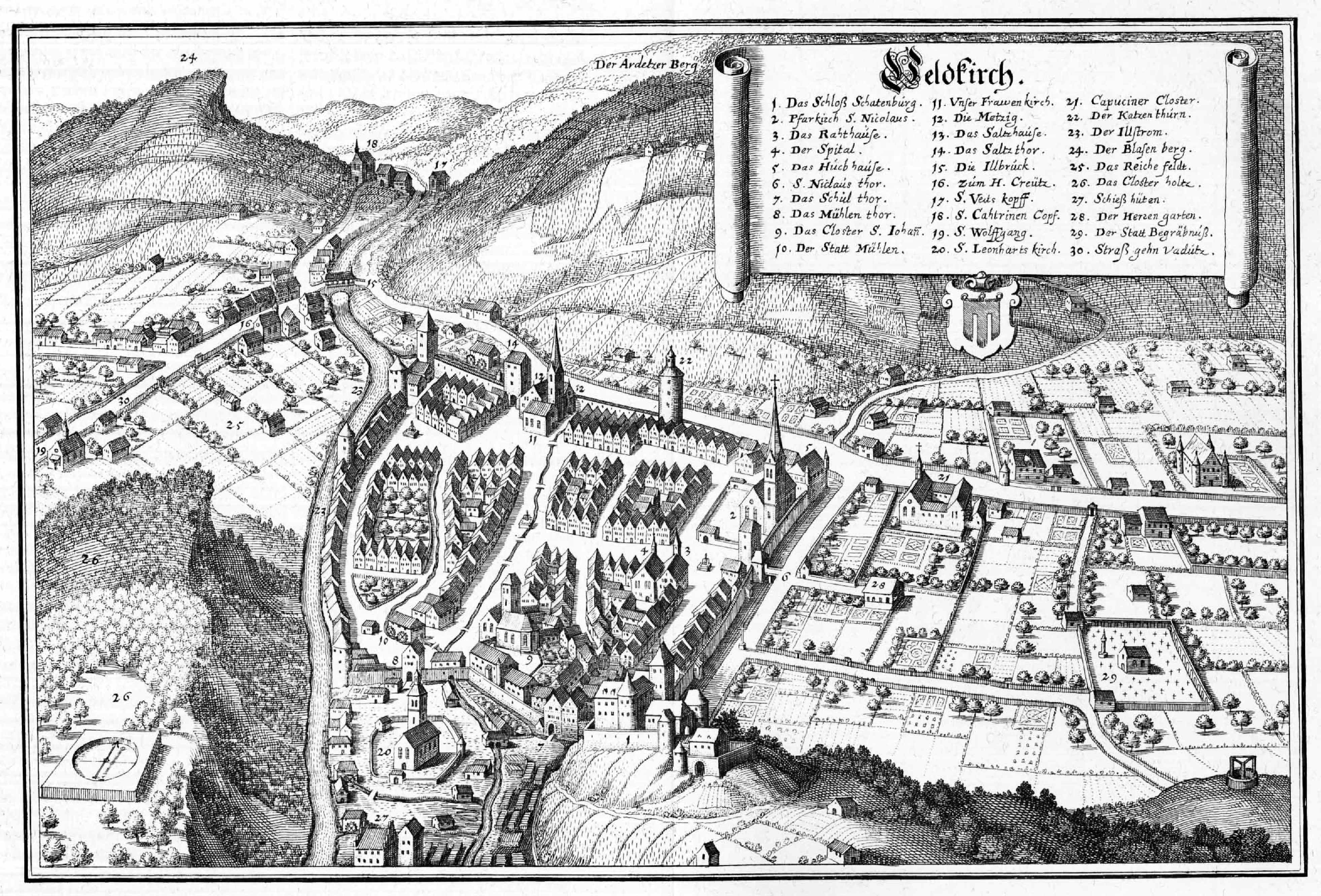
Die vor der Zerstörung bewahrte Stadt Feldkirch, 1650

### Die Schweden vor Feldkirch
1647 holte Stanislaus der zu Ende gehende Dreißigjährige Krieg noch einmal ein.
Anfang Januar eroberte der schwedische General Wrangel Bregenz und seine Burg und verheerte Vorarlberg. Am 18. Januar standen die Schweden vor Feldkirch. Der Bürgermeister, Stadtschreiber sowie Pater Stanislaus traten ihnen zu Verhandlungen entgegen. Es darf angenommen werden, dass Stanislaus über die militärische Gesamtlage jener Zeit informiert war und es diesem „Meister diplomatischen Könnens“ möglich war, ein Abkommen zu erreichen. Auch hier verlangte er intern religiöse Verbindlichkeiten – Gelübde –, denen offensichtlich Folge geleistet wurde.
Die Schweden, die mit der Belagerung von Lindau Schwierigkeiten hatten, ließen sich auf ein Abkommen ein: Gegen „Kontributionen [Ausgleichszahlungen] in beachtlicher Höhe“ verzichteten sie auf die „Zerstörung der Stadt und auf alle Brandschatzungen in der ganzen Gegend.“ Durch die erhandelte Zahlweise in drei Raten konnte Zeit gewonnen bzw. überbrückt werden, bis Anfang März 1647 der allgemeine Rückzug der Schweden aus dem Bodenseeraum und Vorarlberg bewirkt worden war.

## Tod
Es war die letzte große Tat des Paters. Bald darauf erkrankte er – im 52. Lebensjahr – und fügte sich nach einer Zeit des Widerstandes in die Erkenntnis, dass er sterben würde. Er versprach seinen Mitbrüdern noch seine Teilnahme am Fest des „heiligen Ordensvaters Franz von Assisi“ und starb am Tag darauf, dem 5. Oktober 1647. Er starb „einen heiligmäßigen und erbaulichen Tod“, und auf die Nachricht hin kam „eine unüberschaubare Anzahl von Menschen aus allen sozialen Schichten in das Kapuzinerkloster Feldkirch“, um Abschied zu nehmen.
Legenden zu seinem Tod
- „Eine von einem Dämon besessene Person brachte man mit Anwendung von Gewalt zur Leiche des verstorbenen Kapuziners. Diese Person fing im Angesicht der Leiche zu schreien und wie ein Tier zu brüllen an; nach vielen Gebeten der anwesenden Menschen gelang es den Betreuern, das der Dämon unter Tobsuchtsanfällen die Person verlassen mußte und die betreffende Person völlig gesund an Leib und Seele nach hause gehen konnte.“

- „Die geistliche Muter des Kapuzinerordens zu Feldkirch, Frau Sophia Reinold, geborene Pappus in Feldkirch, Gattin des Stadtammans von Feldkirch, lag um diese Zeit schwer krank in ihrer Wohnung. Als man bereits glaubte, sie sei schon tot, erhob sich Frau Reinold vom Krankenbett und fragte die Umstehenden: Wie steht es denn mit P. Stanislaus Saurbeck? Die Umstehenden wollten die sterbenskranke Matrone beschwichtigen und sagten: Es geht ihm recht gut! Frau Sophia Reinold aber sagte ganz deutlich: Ich weiß, P. Stanislaus ist gestorben, denn er war bereits bei mir in himmlischem Glanz und beteuerte mir: Sieg - Sieg - Sieg! Lebe wohl, Frau Sophie, ich steige nun zum Himmel empor. Noch wenige Tage, dann wirst auch du mir in die Ewigkeit nachfolgen. Am 13. Oktober 1647 starb Frau Sophia Reinold einen ruhigen und seligen Tod.“[27]

Pater Stanislaus wurde in der Gruft des Kapuzinerklosters Feldkirch bestattet.
Eine Selig- oder Heiligsprechung des Paters erfolgte nicht, nachdem  Papst Urban VIII. „neue, strenge Bestimmungen“ dazu festgelegt hatte. Dazu kam eine „ungeheure, finanzielle Last für das Procedere“, so „daß den Kapuzinern sowohl der Mut als auch die finanziellen Unterlagen fehlten.“

## Zeitgenössisches
„Schon den Mitbrüdern und Zeitgenossen des P. Stanislaus war es ein Rätsel, […] daß ein einzelner Ordensmann eine so große Summe von Aufgaben und Leistungen zustande bringen konnte, ohne unter dieser Belastung zusammenzubrechen.“ Auf eine entsprechende Frage eines Ordensbruders gab er die Antwort:

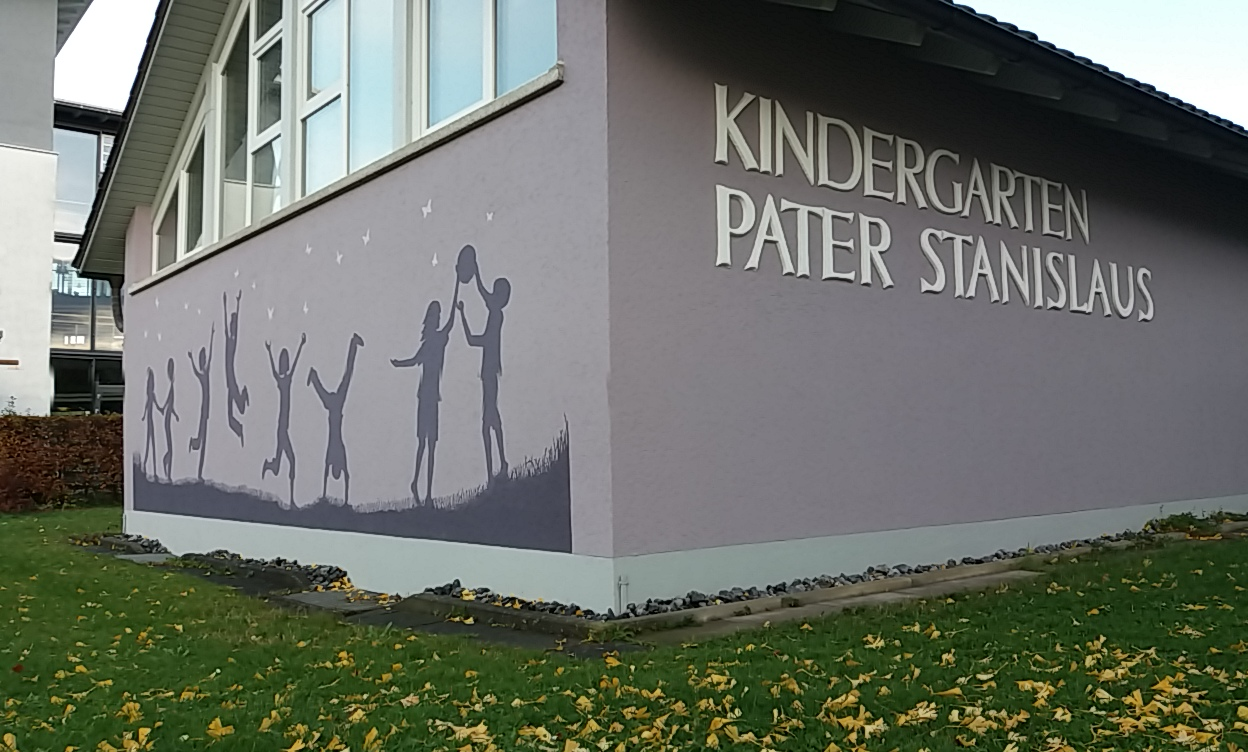
Der katholische Kindergarten in Wutöschingen, 2017

„Gott hat mir die besondere Gabe verliehen, daß ich alle Geschäfte sofort vergesse, sobald ich sie erledigt habe, so daß sie mir keine weitere Belastung, Unruhe oder Zerstreuung verursachen.“

## Nachleben
Es war das Verdienst des langjährigen Pfarrers und Geistlichen Rats Ernst Vögt, das Andenken an den einstmals berühmten Bürgersohn aus Wutöschingen wiedererweckt zu haben.
Der Kindergarten (erbaut 1983) in Wutöschingen ist nach Michael Saurbeck mit „Pater Stanislaus“ benannt. Auch eine Bronzetafel an der Katholischen Kirche und ein Vermerk auf einem Findling auf dem Gelände des Rathauses bewahren sein Andenken.
Im Allgemeinen ist Pater Stanislaus vergessen – weder in den Stadtgeschichten von Überlingen, Bregenz oder Feldkirch wird er genannt, auch seine Leistungen – etwa die Gründung von Klöstern – sind in den modernen Historien nicht mehr bekannt; selbst im Kapuzinerorden oder in den von ihm maßgeblich missionierten Regionen (Bregenzerwald) ist sein Name nicht aufzufinden.
Auch im Zusammenhang der heute stattfindenden Prozession in Überlingen zum Gedenken an die damalige Rettung vor den Schweden wird weder die Verzögerung der Einlösung des Gelübdes noch die Rolle des Paters Stanislaus erwähnt:

### Historische Schwedenprozession Überlingen 2020
Verschwiegen wird in Überlingen noch heute, dass das Gelübde anfangs keineswegs eingehalten wurde
- „Historische Ereignisse werden in Überlingen nicht vergessen. Die traditionellen Schwedenprozessionen beruhen auf der Erfüllung eines Gelübdes aus dem Dreißigjährigen Krieg.“[30]

- „In Überlingen gelobte die Bürgerschaft, wenn die Schweden endlich abziehen, werde man für alle Ewigkeit eine feierliche Prozession halten. Sie haben ihr Versprechen gehalten – bis heute – zweimal jährlich! In der sogenannten Schwedenprozession ziehen sie mit der silbernen ‚Schwedenmadonna‘ seit 1635 zum Gedenken an diese schwedischen Überfälle und Belagerungen in feierlichen Trachten durch Überlingen.“[31]